# Maria Walliser
Pour les articles homonymes, voir Walliser.
Maria Walliser, née le 27 mai 1963 à Mosnang (Suisse), est une championne de ski alpin suisse. Championne du monde de descente en 1987 et en 1989, championne du monde de Super G en 1987, son palmarès en Coupe du Monde cumule au total 25 victoires : classement général, descente, super G, géant et combiné.
Maria Walliser s’est retirée de la compétition de haut niveau en 1990. Mariée à Guido Anesini en 1990, elle est mère de deux filles et vit à Malans, dans le canton des Grisons. Elle est engagée auprès de plusieurs associations (SOS Villages d’Enfants, Fondation pour l’acide folique, Fit for Future, Fondation McDonald).

## Palmarès

### Jeux olympiques
| Édition / Épreuve | Descente | Super G                          | Slalom géant | Slalom | Combiné                          |
| ----------------- | -------- | -------------------------------- | ------------ | ------ | -------------------------------- |
| JO 1984 Sarajevo  | Argent   | Épreuve inexistante à cette date | —            | —      | Épreuve inexistante à cette date |
| JO 1988 Calgary   | 4e       | 6e                               | Bronze       | —      | Bronze                           |

### Championnats du monde
| Édition / Épreuve           | Descente | Super G                          | Slalom géant | Slalom | Combiné      |
| --------------------------- | -------- | -------------------------------- | ------------ | ------ | ------------ |
| Mondiaux 1982 Schladming    | 12e      | Épreuve inexistante à cette date | —            | —      | 11e          |
| Mondiaux 1985 Bormio        | 6e       | Épreuve inexistante à cette date | 8e           | —      | 21e          |
| Mondiaux 1987 Crans-Montana | Or       | Or                               | Bronze       | —      | Disqualifiée |
| Mondiaux 1989 Vail          | Or       | 4e                               | 4e           | —      | —            |

### Coupe du monde
- Première au classement général en 1986 et 1987
- Vainqueure de l'épreuve de descente en 1984 et 1986
- Vainqueure de l'épreuve de super-G en 1987
- Vainqueure de l'épreuve de géant en 1987
- Vainqueure de l'épreuve de combiné en 1986
  - 25 victoires : 14 descentes, 3 super-G, 6 géants et 2 combinés
  - 72 podiums

| Saison/Classement | Général | Général | Descente | Descente | Super G | Super G | Géant  | Géant  | Slalom | Slalom | Combiné | Combiné |
| Saison/Classement | Class.  | Points  | Class.   | Points   | Class.  | Points  | Class. | Points | Class. | Points | Class.  | Points  |
| ----------------- | ------- | ------- | -------- | -------- | ------- | ------- | ------ | ------ | ------ | ------ | ------- | ------- |
| 1980-1981         | 12e     | 112     | 11e      | 41       | -       | -       | 18e    | 14     | 19e    | 22     | 8e      | 35      |
| 1981-1982         | 17e     | 75      | 8e       | 59       | -       | -       | 25e    | 12     | 32e    | 4      | -       | -       |
| 1982-1983         | 5e      | 135     | 2e       | 97       | -       | -       | 10e    | 40     | -      | -      | 18e     | 11      |
| 1983-1984         | 8e      | 131     | 1re      | 95       | -       | -       | 18e    | 24     | -      | -      | 8e      | 43      |
| 1984-1985         | 3e      | 197     | 2e       | 81       | -       | -       | 4e     | 87     | 41e    | 2      | 3e      | 50      |
| 1985-1986         | 1re     | 287     | 1re      | 115      | 10e     | 24      | 4e     | 76     | 40e    | 2      | 1re     | 70      |
| 1986-1987         | 1re     | 269     | 2e       | 90       | 1re     | 82      | 1re    | 120    | -      | -      | 4e      | 12      |
| 1987-1988         | 7e      | 143     | 3e       | 82       | 24e     | 5       | 8e     | 40     | -      | -      | 6e      | 16      |
| 1988-1989         | 2e      | 261     | 2e       | 142      | 6e      | 27      | 3e     | 87     | -      | -      | 18e     | 5       |
| 1989-1990         | 4e      | 227     | 5e       | 99       | 5e      | 56      | 6e     | 55     | -      | -      | 7e      | 17      |

| Saison    | Descente                                  | Super-G                                  | Géant                                       | Slalom | Combiné                     | Total |
| --------- | ----------------------------------------- | ---------------------------------------- | ------------------------------------------- | ------ | --------------------------- | ----- |
| 1982-1983 | Megève I Sarajevo                         | –                                        | –                                           | -      | -                           | 2     |
| 1983-1984 | Val d'Isère II (Arlberg-Kandahar) Verbier | –                                        | –                                           | -      | -                           | 2     |
| 1984-1985 | Banff I                                   | -                                        | -                                           | –      | -                           | 1     |
| 1985-1986 | Bad Gastein II Furano Sunshine Valley     | -                                        | Val Zoldana                                 | –      | Bad Gastein Sunshine Valley | 6     |
| 1986-1987 | -                                         | Val d'Isère Saalbach-Hinterglemm Vail II | Val Zoldana Bischofswiesen Zwiesel Sarajevo | -      | -                           | 7     |
| 1987-1988 | Val d'Isère I Zinal II                    | -                                        | -                                           | -      | -                           | 2     |
| 1988-1989 | Altenmarkt-Zauchensee Tignes              | –                                        | Furano                                      | –      | –                           | 3     |
| 1989-1990 | Steamboat Springs Haus im Ennstal         | -                                        | -                                           | -      | -                           | 2     |
| Total     | 14                                        | 3                                        | 6                                           |        | 2                           | 25    |

### Arlberg-Kandahar
- Vainqueuse de l'épreuve de descente en 1983-1984 à Val-d'Isère